# Colibași, Giurgiu
Colibași là một xã thuộc hạt Giurgiu, România. Dân số thời điểm năm 2002 là 3883 người.